# Alchemilla decalvans
Alchemilla decalvans es una especie de planta del género Alchemilla, perteneciente a la familia Rosaceae.

## Taxonomía
Alchemilla decalvans fue descrita por Serguéi Yuzepchuk en 1933.

## Distribución
Se encuentra en el territorio de Europa Oriental hasta el oeste y sur de Siberia.